# Costa Rica a 2000. évi nyári olimpiai játékokon
Costa Rica az ausztráliai Sydneyben megrendezett 2000. évi nyári olimpiai játékok egyik részt vevő nemzete volt. Az országot az olimpián 5 sportágban 7 sportoló képviselte, akik összesen 2 érmet szereztek.

## Érmesek
| Érem  | Versenyző    | Sportág | Versenyszám     |
| ----- | ------------ | ------- | --------------- |
| Bronz | Claudia Poll | Úszás   | Női 200 m gyors |
| Bronz | Claudia Poll | Úszás   | Női 400 m gyors |

## Atlétika
Férfi
| Versenyző        | Versenyszám | Eredmény | Helyezés |
| ---------------- | ----------- | -------- | -------- |
| José Luis Molina | Maraton     | 2:20:37  | 39.      |

## Kerékpározás

### Hegyi-kerékpározás
| Versenyző           | Versenyszám        | Idő                    | Helyezés |
| ------------------- | ------------------ | ---------------------- | -------- |
| José Adrián Bonilla | Férfi terepverseny | 2:30:02,72 (+21:00,22) | 33.      |

## Tenisz
Férfi
| Versenyző          | Versenyszám | 64-es főtábla                          | 32-es főtábla     | Nyolcaddöntő      | Negyeddöntő       | Elődöntő          | Bronz- mérkőzés   | Döntő             | Helyezés |
| Versenyző          | Versenyszám | Ellenfél Eredmény                      | Ellenfél Eredmény | Ellenfél Eredmény | Ellenfél Eredmény | Ellenfél Eredmény | Ellenfél Eredmény | Ellenfél Eredmény | Helyezés |
| ------------------ | ----------- | -------------------------------------- | ----------------- | ----------------- | ----------------- | ----------------- | ----------------- | ----------------- | -------- |
| Juan Antonio Marín | Egyes       | Jevgenyij Kafelnyikov (RUS) · 0-6, 1-6 | kiesett           | kiesett           | kiesett           | kiesett           | kiesett           | kiesett           | 33.      |

## Triatlon
| Versenyző        | Versenyszám | 1,5 km úszás | Depózás 1 | 40 km kerékpározás | Depózás 2     | 10 km futás   | Összesítés    | Összesítés    |               |
| Versenyző        | Versenyszám | Idő          | Idő       | Idő                | Idő           | Idő           | Idő           | Helyezés      |               |
| ---------------- | ----------- | ------------ | --------- | ------------------ | ------------- | ------------- | ------------- | ------------- | ------------- |
| Karina Fernández | Női         | 23:09,28     | 44,40     | lekörözték         | nem ért célba | nem ért célba | nem ért célba | nem ért célba | nem ért célba |

## Úszás
Férfi
| Versenyző          | Versenyszám | Előfutam | Előfutam | Előfutam | Elődöntő | Elődöntő | Elődöntő | Döntő   | Döntő    |
| Versenyző          | Versenyszám | Idő      | Hely.    | Össz.    | Idő      | Hely.    | Össz.    | Idő     | Helyezés |
| ------------------ | ----------- | -------- | -------- | -------- | -------- | -------- | -------- | ------- | -------- |
| Esteban Blanco     | 50 m gyors  | 23,72    | 1.       | 45.      | kiesett  | kiesett  | kiesett  | kiesett | kiesett  |
| Juan José Madrigal | 100 m mell  | 1:05,14  | 1.       | 48.      | kiesett  | kiesett  | kiesett  | kiesett | kiesett  |
| Juan José Madrigal | 200 m mell  | 2:24,49  | 8.       | 43.      | kiesett  | kiesett  | kiesett  | kiesett | kiesett  |

Női
| Versenyző    | Versenyszám | Előfutam | Előfutam | Előfutam | Elődöntő | Elődöntő | Elődöntő | Döntő   | Döntő    |
| Versenyző    | Versenyszám | Idő      | Hely.    | Össz.    | Idő      | Hely.    | Össz.    | Idő     | Helyezés |
| ------------ | ----------- | -------- | -------- | -------- | -------- | -------- | -------- | ------- | -------- |
| Claudia Poll | 200 m gyors | 2:00,11  | 1.       | 3.       | 1:59,63  | 3.       | 3.       | 1:58,81 |          |
| Claudia Poll | 400 m gyors | 4:09,33  | 2.       | 2.       |          |          |          | 4:07,83 |          |